# The Railway Series
The Railway Series é um conjunto de livros infantis britânicos sobre um sistema ferroviário localizado na ilha fictícia de Sodor. A série tem 42 livros, sendo o primeiro publicado em 1945. Vinte e seis foram escritos pelo Rev. Wilbert Awdry, até 1972. Outros 16 foram escritos por seu filho, Christopher Awdry, 14 entre 1983 e 1996 e mais dois em 2007 e 2011.
Quase todas as histórias da The Railway Series foram baseadas em eventos da vida real. Como um entusiasta ferroviário ao longo da vida, Awdry queria que suas histórias fossem o mais realistas possível. Os caracteres das locomotivas eram quase todos baseados em classes reais de locomotivas, e algumas das próprias ferrovias eram baseadas diretamente em linhas reais nas Ilhas Britânicas.
Personagens e histórias dos livros formaram a base da série infantil de televisão Thomas & Friends. As adaptações de áudio de The Railway Series foram gravadas várias vezes sob o título The Railway Stories.

## Origens
As histórias começaram em 1942, quando Christopher Awdry, de dois anos, pegou sarampo e foi confinado a um quarto escuro, seu pai contava histórias e rimas para animá-lo. Uma das rimas favoritas de Christopher era:
Early in the morning,

Down at the station,

All the little engines

Standing in a row.

Along comes the driver,

Pulls the little lever

Puff, puff! Chuff, chuff!

Off we go!
As origens precisas dessa rima são desconhecidas, mas a pesquisa de Brian Sibley sugere que ela se originou em algum momento antes da Primeira Guerra Mundial. A letra, com algumas pequenas alterações, foi posteriormente musicada por Lee Ricks e Slim Gaillard em 1948, e lançada por Tommy Dorsey e sua orquestra como um single intitulado " Down by the Station ". As respostas de Wilbert Awdry às perguntas de Christopher sobre a rima levaram à criação de um conto, "Edward's Day Out". Isso contava a história de Edward, o Motor Azul, um motor antigo que pode sair do galpão por um dia. Outra história sobre Edward se seguiu, que desta vez também apresentava um personagem chamado Gordon the Big Engine, em homenagem a uma criança que vivia na mesma estrada que Christopher considerava um tanto mandona.

Uma terceira história teve suas origens em uma limerick da qual Christopher gostava, e que Awdry usou para apresentar The Sad Story of Henry:
Once, an engine attached to a train

Was afraid of a few drops of rain

It went into a tunnel,

And squeaked through its funnel

And never came out again.
Como com a rima anterior, as origens disso são incertas, mas Awdry recebeu uma carta dizendo-lhe que um poema semelhante havia aparecido em um livro de rimas infantis, publicado em 1902:
Esta história apresentou os personagens populares Henry the Green Engine e o Fat Director. Incentivado por Margaret, sua esposa, Awdry enviou as três histórias a Edmund Ward para publicação em 1943. O chefe da divisão de livros infantis solicitou uma quarta história para reunir os três motores e resgatar Henry, que havia sido bloqueado em um túnel na história anterior. Embora Wilbert não tivesse pretendido que as três locomotivas vivessem na mesma ferrovia, ele atendeu ao pedido na história Edward, Gordon e Henry. As quatro histórias foram publicadas em 1945 como um único volume, ilustrado por William Middleton.
O Natal de 1942 viu a gênese do personagem que cresceu e se tornou a locomotiva fictícia mais famosa do mundo. Awdry construiu uma locomotiva de brinquedo para Christopher, que ganhou o nome de Thomas . Histórias sobre Thomas foram solicitadas por Christopher, e 1946 viu a publicação de Thomas the Tank Engine . Isso foi ilustrado por Reginald Payne, que Wilbert considerou um grande progresso em relação a Middleton. Como seu antecessor, este livro foi um sucesso e Awdry foi convidado a escrever histórias sobre James, um personagem que apareceu pela primeira vez em Thomas and the Breakdown Train, a história final em Thomas the Tank Engine. O livro James the Red Engine, apareceu em 1948, o ano em que as ferrovias na Grã-Bretanha foram nacionalizadas, e desse ponto em diante o Fat Director ficou conhecido por seu conhecido título de Controlador Gordo.
James the Red Engine foi notável como o primeiro livro a ser ilustrado por C. Reginald Dalby, talvez o mais famoso dos artistas da Railway Series, e certamente o mais polêmico devido às críticas posteriormente dirigidas a ele por Awdry.  Dalby ilustrado cada volume para Percy the Small Engine (1956), e também produziu novas ilustrações para os motores de Três ferroviárias e fez alterações para aqueles de Thomas the Tank Engine.
Livros sucessivos introduziriam personagens populares como Annie e Clarabel, Percy the Small Engine e Toby the Tram Engine
Ao fazer as histórias tão real quanto possível, Awdry teve um monte de inspiração de um número de fontes em sua extensa biblioteca, e encontrou o Diário Railway coluna ' 'Scrapheap' particularmente útil como uma fonte de incidentes ferroviários incomuns que foram recriados para A Personagens da série ferroviária.
Awdry continuou trabalhando em The Railway Series até 1972, quando Tramway Engines (livro 26 da série) foi publicado. No entanto, vinha achando cada vez mais difícil ter ideias para novas histórias e, depois disso, sentiu que "o poço havia secado" e decidiu que havia chegado a hora de se aposentar. Ele não escreveu mais volumes da Railway Series, mas depois escreveu uma história derivada para a série de televisão Thomas's Christmas Party e versões expandidas de algumas de suas histórias anteriores, bem como escreveu The Island of Sodor: Its People, History and Railways . Além disso, ele escreveu uma série de contos e artigos para Thomas the Tank Engine Annuals.

### Contexto cultural
A antropomorfização de locomotivas tem uma tradição literária que remonta pelo menos aos escritos de Rudyard Kipling em sua história de 1897 " .007 ".

## Continuando a série de Christopher Awdry
Christopher Awdry, para quem as histórias foram inventadas pela primeira vez, continuou escrevendo as histórias quase por acidente. Ele era um entusiasta de ferrovias como seu pai, e foi em uma visita à Ferrovia do Vale de Nene que ele recebeu a inspiração para sua primeira história. O relato de um ferroviário sobre uma locomotiva que perdia o fôlego antes de chegar ao seu destino tornou-se Triple Header, uma história em que Thomas, Percy e Duck enfrentam o Expresso de Gordon, mas descobrem que é mais do que podem aguentar. Christopher inventou três outras histórias, Stop Thief!, Cuidado com essa bicicleta e peixes .
Ele os mostrou a seu pai, que sugeriu que ele os enviasse para publicação, com sua bênção. Na época, o trabalho de adaptação para a televisão estava em andamento, e Kaye e Ward (então editores da série) estavam dispostos a reviver The Railway Series. O livro Really Useful Engines foi publicado em 1983. Por coincidência, W. Awdry considerou isso como um título para seu 27º volume antes de abandonar o projeto.
Seguiram-se mais treze livros, incluindo o volume do 50º aniversário da série, Thomas and the Fat Controller's Engines. Uma série de histórias também foram escritos para a série de televisão, mais notavelmente More About Thomas the Tank Engine, o volume 30 da série The Rawilay Series.
No entanto, Christopher Awdry se viu cada vez mais entrando em conflito com seus editores, o que ironicamente surgiu com o sucesso da série de televisão. A série de televisão fez de Thomas seu personagem central e, portanto, o mais conhecido dos motores. Conseqüentemente, os editores estavam cada vez mais exigindo histórias que se concentrassem em Thomas em detrimento de outros personagens. Como um meio-termo, apareceram volumes com o nome de Thomas, mas na verdade não se concentravam nele. Thomas and the Fat Controller's Engines apresentou apenas uma história sobre Thomas e Thomas Comes Home não apresentou Thomas até a última página.
O 40º volume da série, New Little Engine, apareceu em 1996. O então editor, Egmont, não manifestou mais interesse em publicar novos livros da Railway Series e permitiu que o catálogo existente saísse de impressão.
Apesar disso, em 2005 a própria editora de Christopher, Sodor Enterprises, publicou um livro intitulado Sodor: Reading Between the Lines. Este volume expandiu o mundo ficcional de Sodor até os dias atuais e lidou com muitos dos aspectos factuais da série. Com essa editora, ele também escreveu vários livros infantis sobre ferrovias, a maioria dos quais ambientados em ferrovias reais na Grã-Bretanha. Ele continua a promover as histórias originais e a participar de eventos relacionados à Railway Series.
Em 2006, as editoras revisaram sua política e começaram a reintroduzir os livros em seu formato original. Depois de muitos anos indisponíveis, os quatorze livros escritos por Christopher também foram relançados no início de agosto de 2007.
Em 3 de setembro de 2007, Christopher publicou um novo livro, Thomas and Victoria, estendendo a série para 41 volumes. É ilustrado por Clive Spong.  O livro aborda questões relacionadas ao movimento de preservação ferroviária.

## Conclusão da série
Por muitos anos, muitos dos livros da The Railway Series não estavam disponíveis para compra em seu formato original, e os editores não publicavam novas histórias. Houve uma tiragem selecionada em 2004 consistindo apenas dos 26 livros originais, mas em 2005, o sexagésimo aniversário, ainda havia decepção da família Awdry porque todas as histórias não estavam sendo publicadas em seu formato original.
Em agosto de 2007, os primeiros quatorze livros de Christopher Awdry foram reeditados, e o número 41, Thomas e Victoria, foi lançado no mês seguinte.  Uma edição omnibus dos livros de Christopher Awdry, incluindo o livro 41, The New Collection, foi lançada ao mesmo tempo.  Em julho de 2011, a Egmont Books UK lançou outro livro da Railway Series, no.  42 da série intitulada Thomas and his Friends.  A história final terminou com as palavras "The End".
Christopher Awdry disse que tinha outro material, que esperava que fosse publicado.  Ele narrou novas histórias sobre os motores de bitola estreita em Duncan Days na Talyllyn Railway no País de Gales, mas não há indicação de que elas serão publicadas.
Seu livro de 2005, Sodor: Reading Between the Lines, atualizou os leitores sobre os desenvolvimentos desde 1996.

## Ilustradores
The Railway Series é talvez tão conceituada por suas ilustrações quanto por sua escrita, que no período imediatamente posterior à Segunda Guerra Mundial eram vistas como excepcionalmente vivas e coloridas.  Na verdade, alguns críticos (notadamente Miles Kington) afirmam que a qualidade das ilustrações supera a da escrita.
A primeira edição de Os três motores ferroviários foi ilustrada pelo artista William Middleton, com quem Awdry estava profundamente insatisfeito.  O segundo artista a trabalhar na série foi Reginald Payne, que ilustrou Thomas the Tank Engine em um estilo muito mais realista.  Apesar de uma discordância inicial sobre como Thomas deveria ser, Awdry ficou satisfeito com as fotos produzidas.
Payne provou ser impossível contatar para ilustrar James, a Máquina Vermelha - ele sofreu um colapso nervoso e então C. Reginald Dalby foi contratado.  Dalby também ilustrou os próximos oito livros da série. The Three Railway Engines foi reimpresso com a arte de Dalby substituindo William Middleton e Dalby também retocou a arte de Payne no segundo livro. O trabalho de Dalby na série se tornou popular entre os leitores, mas não com o autor, que repetidamente entrou em conflito com ele sobre questões de precisão e consistência.  Dalby demitiu-se da série em 1956, após uma discussão sobre a representação de Percy, a Pequena Máquina no livro de mesmo nome. Awdry havia construído um modelo de Percy como referência para o artista, mas Dalby não fez uso dele.  Apesar da relação tempestuosa com Awdry, Dalby é provavelmente o mais lembrado dos artistas da série.
Com The Eight Famous Engines (1957), John T. Kenney assumiu a ilustração da série.  Seu estilo era menos colorido, mas mais realista do que o de Dalby.  Kenney fez uso dos motores de modelo de Awdry como referência.  Como resultado de seu compromisso com o realismo e a precisão técnica, ele desfrutou de uma relação de trabalho muito mais confortável com Awdry, que durou até Gallant Old Engine (1962), quando a visão de Kenney começou a falhar.
O artista inicialmente escolhido para substituí-lo foi o artista sueco Gunvor Edwards.  Ela começou ilustrando Stepney como o motor "Bluebell", mas se sentiu inadequada para o trabalho.  Ela foi auxiliada nesse volume por seu marido Peter, que efetivamente assumiu a partir de então.  Ambos os artistas mantiveram o crédito pelo trabalho, e a "era de Edwards" durou até o último volume de Wilbert Awdry, Tramway Engines.  O estilo usado nesses volumes ainda era essencialmente realista, mas tinha um toque impressionista.
Quando Christopher Awdry assumiu como autor da série em 1983, a editora estava ansiosa para encontrar um ilustrador que fornecesse um trabalho que tivesse o apelo de uma joia das fotos de Dalby, mas também tivesse o realismo da arte de Kenney e Edwards.  O artista escolhido foi Clive Spong.  Ele ilustrou todos os livros de Christopher Awdry, um número maior do que qualquer outro artista que trabalhou na série The Railway.  Ele também produziu ilustrações para uma série de histórias spin-off escritas pelos Awdrys, e sua arte foi usada em The Island of Sodor: Its People, History and Railways.

## Aparições de camafeu
Os Awdrys escreveram sobre Sodor como se fosse um lugar real que eles visitaram, e que as histórias foram obtidas em primeira mão dos motores e controladores. Isso costumava ser "documentado" no prefácio de cada livro. No entanto, em alguns dos últimos livros de W. Awdry, ele fez aparições como um personagem real. O personagem era conhecido como o Thin Clergyman e foi descrito como um escritor, embora seu nome real e conexões com a série nunca tenham sido explicitados.
Ele estava invariavelmente acompanhado pelo clérigo gordo, o reverendo "Teddy" Boston, [9] que era um colega entusiasta das ferrovias e amigo íntimo.  Os dois clérigos foram retratados como entusiastas das ferrovias e foram os responsáveis por incomodar os Pequenos Motores e descobrir o Duque, a Máquina Perdida. Muitas vezes eram figuras divertidas, sujeitas a respingos de água ou a cair do telhado. que era um colega entusiasta de ferrovias e amigo íntimo. Os dois clérigos foram retratados como entusiastas das ferrovias e foram responsáveis por incomodar os Pequenos Motores e descobrir o Duque, a Máquina Perdida. Muitas vezes eram figuras divertidas, sujeitas a respingos de água ou a cair do telhado. 
Awdry também apareceu em várias ilustrações, geralmente como uma piada do ilustrador.  Em uma ilustração de John T. Kenney em "Duck and the Diesel Engine", ele aparece com uma figura que tem uma forte semelhança com C. Reginald Dalby, que Brian Sibley sugeriu que pode ser uma escavação na imprecisão de Dalby, interpretação do personagem Duck.
Um vigário aparece em Edward the Blue Engine e outros volumes como o proprietário do Trevor the Traction Engine. Isso pode ser uma referência a Teddy Boston, que salvou um motor de tração da sucata.
C. Reginald Dalby ilustrou toda a família Awdry - Wilbert, Margaret, Christopher, Veronica e Hilary - assistindo Percy passar por uma estação ("Percy foge" em Troublesome Engines (p53)). Caso contrário, Christopher Awdry nunca apareceu nos livros, mas costumava descrever encontros com os motores nos prefácios do livro, geralmente com algum grau de humor.
Outras pessoas associadas a The Railway Series também foram mencionadas.  Nos livros de Dalby, ele fez alusões a si mesmo duas vezes em placas de lojas (visto em Off the Rails e Saved from Scrap) e uma referência a E.T.L.  Marriott, que editou "The Railway Series", em "Percy Takes the Plunge" em uma placa da empresa "Ship Chandlers".  Peter Edwards também observa que ele baseou o rosto de Gordon no de Eric Marriot.
The Fat Controller (originalmente The Fat Director nos primeiros livros que antecederam a nacionalização das ferrovias britânicas em 1948) era um personagem fictício, embora o Sr. Gerard Fiennes, um dos gerentes mais conceituados do Reino Unido Railways publicou sua autobiografia "Eu tentei administrar uma ferrovia" quando se aposentou em 1968, e diz que originalmente queria chamar o livro de "O controlador gordo", mas os editores não permitiram.
O Thin Controller, responsável pelos trens de bitola estreita nos livros que são baseados na Via Férrea de Talyllyn no País de Gales, foi baseado no Sr. Edward Thomas, o gerente da Talyllyn Railway em seus últimos anos antes de entusiastas a tomarem  acabou em 1951.
Algumas das histórias são baseadas em artigos (frequentemente breves menções) que apareceram em publicações entusiastas de ferrovias da época. Havia muito poucas dessas publicações em comparação com os tempos modernos, mas a revista mensal The Railway Magazine foi uma companheira de entusiastas de longa data e as origens de várias histórias podem ser reconhecidas, como também a  livros ferroviários e histórias escritas pelo Sr. Hamilton Ellis, um dos primeiros escritores de livros sobre ferrovias.

## British Railways: The Other Railway
Os desenvolvimentos na British Railways foram muitas vezes espelhados, satirizados e até mesmo atacados na The Railway Series. O livro Troublesome Engines (1950), por exemplo, tratou de disputas industriais na British Railways. Conforme a série avançava, as comparações com as ferrovias reais da Grã-Bretanha se tornaram mais explícitas, com motores e localizações da British Railways (sempre conhecidas como "The Other Railway") fazendo aparições em papéis importantes ou camafeus.
O tema mais óbvio relacionado à British Railways foi o declínio da locomoção a vapor e sua substituição por diesel. O primeiro exemplo real disso foi no livro Duck and the Diesel Engine (1958), no qual um desagradável shunter diesel chega, causa problemas e é mandado embora. Esse tema pode ter sido visitado novamente em The Twin Engines (1960), em que um motor é encomendado da Escócia, e dois chegam, o que implica que o outro foi para Sodor com seu irmão para evitar ser sucateado.
O volume de 1963, Stepney the "Bluebell" Engine explicou que os motores a vapor estavam, na verdade, sendo descartados para dar lugar a esses motores diesel, e novamente apresentava um diesel recebendo seu castigo. O livro Enterprising Enginesfoi publicado em 1968, ano em que o vapor finalmente desapareceu da British Railways, e foi o mais agressivo para dieselização e Dr Beeching 's plano de modernização. Ele apresenta mais um diesel arrogante que é mandado embora, um adicional que fica na Ilha de Sodor, uma visita da verdadeira locomotiva Flying Scotsman , uma máquina a vapor, Oliver , fazendo uma fuga ousada para Sodor, e Sir Topham Hatt fazendo uma declaração de que as locomotivas a vapor de sua ferrovia ainda estarão em serviço.
Depois disso, os livros foram menos críticos em relação a BR. Na verdade, na época do livro de Christopher Awdry, James and the Diesel Engines, de 1984, a série estava reconhecendo que os motores diesel podiam, de fato, ser úteis.

## Personagens
A série apresentou vários personagens, tanto baseados em ferrovias quanto em outros lugares. Alguns dos mais notáveis são:
- Thomas the Tank Engine
- Edward the Blue Engine
- Henry the Green Engine
- Gordon the Big Engine
- James the Red Engine
- Percy the Small Engine
- Toby the Tram Engine
- Duck the Great Western Engine
- Donald and Douglas
- Oliver the Western Engine
- Trevor the Traction Engine
- Annie e Clarabel, treinadoras de Thomas
- Bertie the Bus
- Terence the Tractor
- Harold the Helicopter
- The Fat Controller

## Lista de livros
- The Three Railway Engines (1945)
- Thomas the Tank Engine (1946)
- James the Red Engine 1948)
- Tank Engine Thomas Again (1949)
- Troublesome Engines (1950)
- Henry the Green Engine (1951)
- Toby the Tram Engine (1952)
- Gordon the Big Engine (1953)
- Edward the Blue Engine (1954)
- Four Little Engines (1955)
- Percy the Small Engine (1956)
- The Eight Famous Engines (1957)
- Duck and the Diesel Engine (1958)
- The Little Old Engine (1959)
- The Twin Engines (1960)
- Branch Line Engines (1961)
- Gallant Old Engine (1962)
- Stepney the "Bluebell" Engine (1963)
- Mountain Engines (1964)
- Very Old Engines (1965)
- Main Line Engines (1966)
- Small Railway Engines (1967)
- Enterprising Engines (1968)
- Oliver the Western Engine (1969)
- Duke the Lost Engine (1970)
- Tramway Engines (1972)
- Really Useful Engines (1983)
- James and the Diesel Engines (1984)
- Great Little Engines (1985)
- More About Thomas the Tank Engine (1986)
- Gordon the High-Speed Engine (1987)
- Toby, Trucks and Trouble (1988)
- Thomas and the Twins (1989)
- Jock the New Engine (1990)
- Thomas and the Great Railway Show (1991)
- Thomas Comes Home (1992)
- Henry and the Express (1993)
- Wilbert the Forest Engine (1994)
- Thomas and the Fat Controller's Engines (1995)
- New Little Engine (1996)
- Thomas and Victoria (2007)
- Thomas and his Friends (2011)